# Armeemuseum in Białystok
Das Armeemuseum in Białystok (polnisch Muzeum Wojska w Białymstoku) ist ein Museum zur polnischen Militärgeschichte. Es ist das größte Kriegsmuseum in der Woiwodschaft Podlachien und hatte im Jahr 2018 mehr als 40.000 Besucher.

## Geschichte

### Ursprung
Im September 1968 wurde im Heimatmuseum der Stadt, dem Muzeum Podlaskie w Białymstoku (deutsch „Museum von Podlachien zu Białystok“) in der Kilińskiego-Straße 6, eine Abteilung für Militärgeschichte gegründet. Das Gebäude war das ehemalige Gäste-Palast des Branicki-Palast, der Pałacyk gościnny Branickich.

### Aufgabe des Museums
Zweck der Sammlung war, die Militärgeschichte des Nordostens von Polen zu dokumentieren, zu erforschen und dazu passende Exponate zu sammeln.

### Erweiterung
Die schnell wachsende Sammlung der militärgeschichtlichen Museumsabteilung zwang die Verantwortlichen bereits nach kurzer Zeit neue Räume für die Unterbringung und Darstellung der Objekte zu finden. Schon im Jahr 1974 wurde der Umzug in das auf der gegenüberliegenden Straßenseite des Gäste-Palast liegende Gebäude in der ul. Kilińskiego 7 genehmigt.
Auf diesem Grundstück war vor dem Ersten Weltkrieg das Hauptquartier der Versorgungsdienste des 6. Russischen Armeekorps gewesen, doch dieses Gebäude wurde im Verlauf des Krieges abgerissen. An seine Stelle trat erst 1930 eine neue Bebauung, mit Wohnungen und Lagerräumen. Das im Zweiten Weltkrieg im in der Struktur unbeschädigte Gebäude, wurde ab 1945 der Schule für Malerei und Kunsthandwerk, dem Vorläufer der heutigen Hochschule für Bildende Künste, übergeben. Nach deren Auszug übernahm von 1960 bis 1973 die Staatliche Musikschule das Gebäude.
Unter dem Titel „Die Geschichte der polnischen Waffen“ wurde in diesem Gebäude eine neue Dauerausstellung eingerichtet. Diese stellte die Geschichte der polnischen Waffen und Kriege zwischen dem 10. und dem 20. Jahrhundert dar.

### Gründung des Armeemuseums
Im Jahr 1976 wurde das heutige eigenständige Armeemuseum gegründet.
Sein erster Direktor war Leutnant Dr. Zygmunt Kosztyla (1929–1987), der auch Autor zahlreicher Schriften zur Geschichte der Woiwodschaft war. Ihm folgte Oberstleutnant Janusz Figura (1947–1997), dann Prof. Dr. Krzysztof Filipow und schließlich seit 2010 Robert Sadowski.
Unter der Leitung von Sadowski begann eine massive Umgestaltung der Dauerausstellung und innerhalb von drei Jahren entstanden drei neue Themen-Ausstellungen: „Zwischen zwei Kriegen 1914–1939“, „Gegen zwei Feinde – Militärgeschichte von Podlachien und seiner Bewohner in den Jahren 1939–1956“ sowie „Die polnische Armee 1956–2010“. Es wurde nunmehr eine moderne, interaktive Museumskonzeption geschaffen, welche dem gesellschaftlichen Bildungsauftrag moderner Militärmuseen entspricht.
In den inzwischen fast fünfzig Jahren seiner Tätigkeit hat das Armeemuseum eine umfangreiche Sammlung von Exponaten zusammengestellt. Sie stammen aus Grabungen und aus Käufen, aber auch aus Geschenken der Bürger der Woiwodschaft sowie örtlicher Militäreinheiten. Die Sammlungen umfassen historische Waffen des Mittelalters, wie Schwerter und Schusswaffen aus fast allen europäischen Ländern, sowie Ausrüstungsgegenstände und hauptsächlich polnische, deutsche und russische Uniformen.

### Ausstellungsobjekte
Das authentische Erscheinungsbild der unterschiedlichen Soldaten aus den diversen Zeiten kann den Besuchern so plastisch illustriert werden. Ferner verfügt das Museum über eine Sammlung historischer Dokumente.

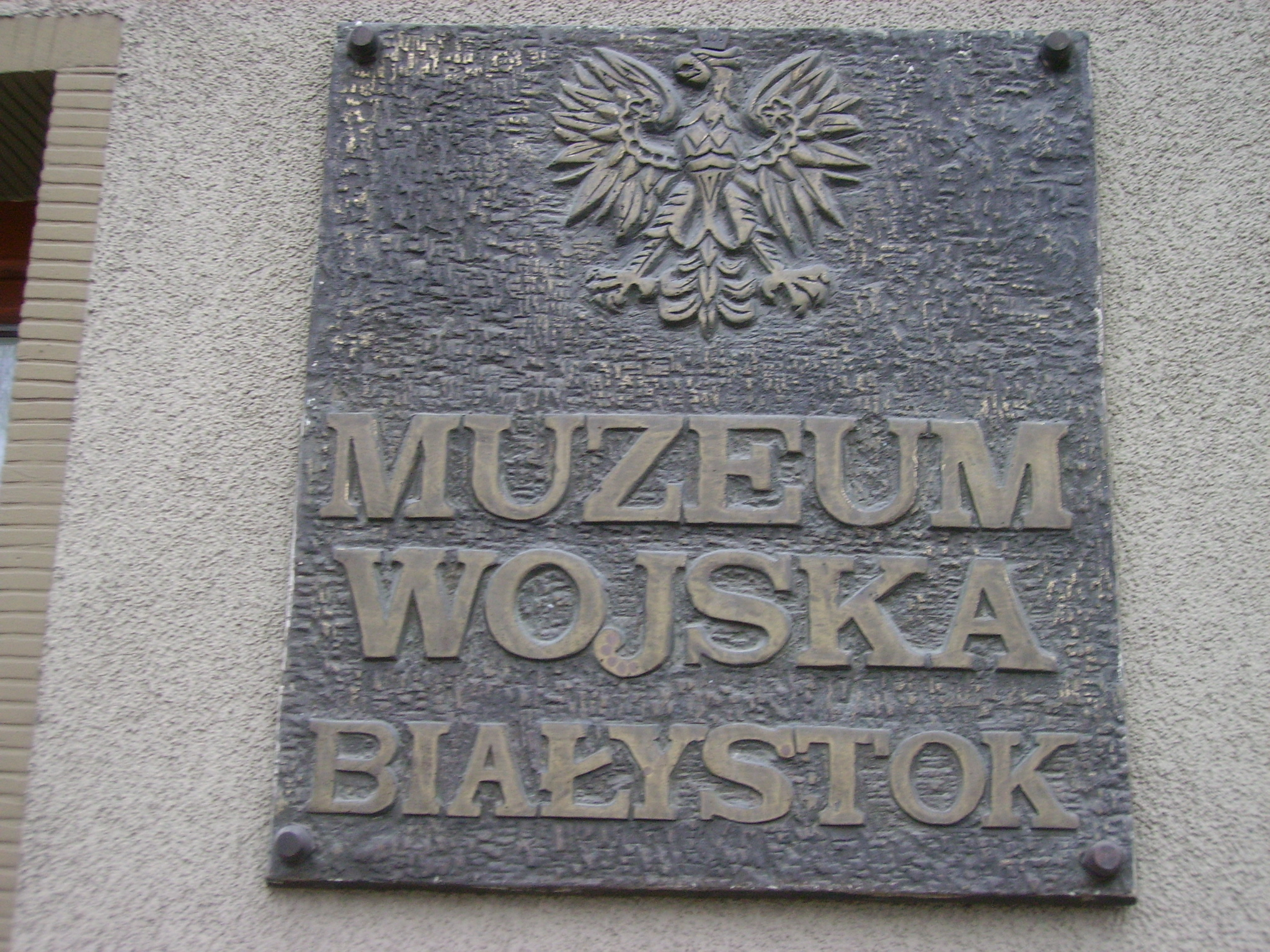
Plakette
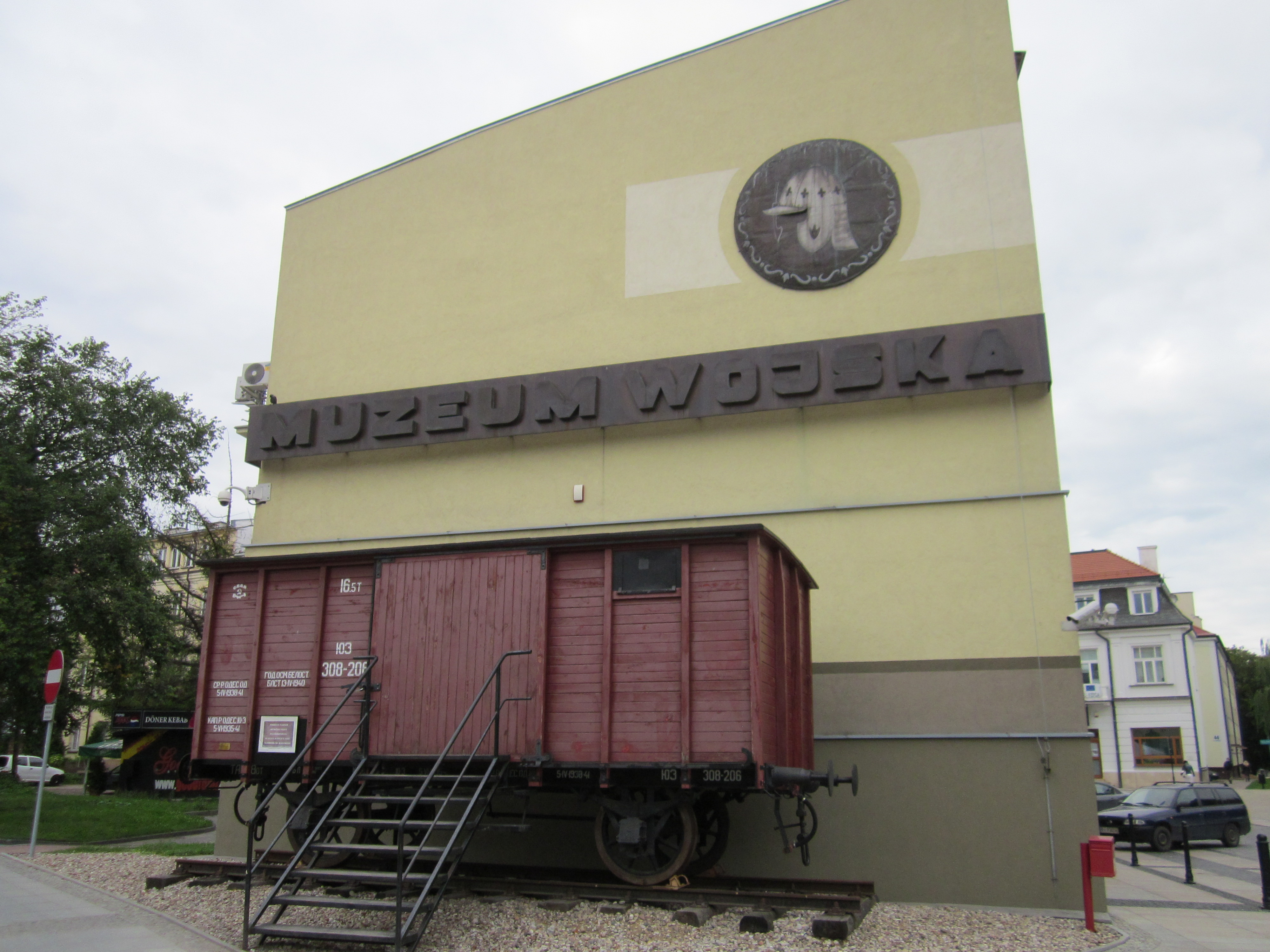
Sibirischer Güterwagen an der Außenfassade des Museums
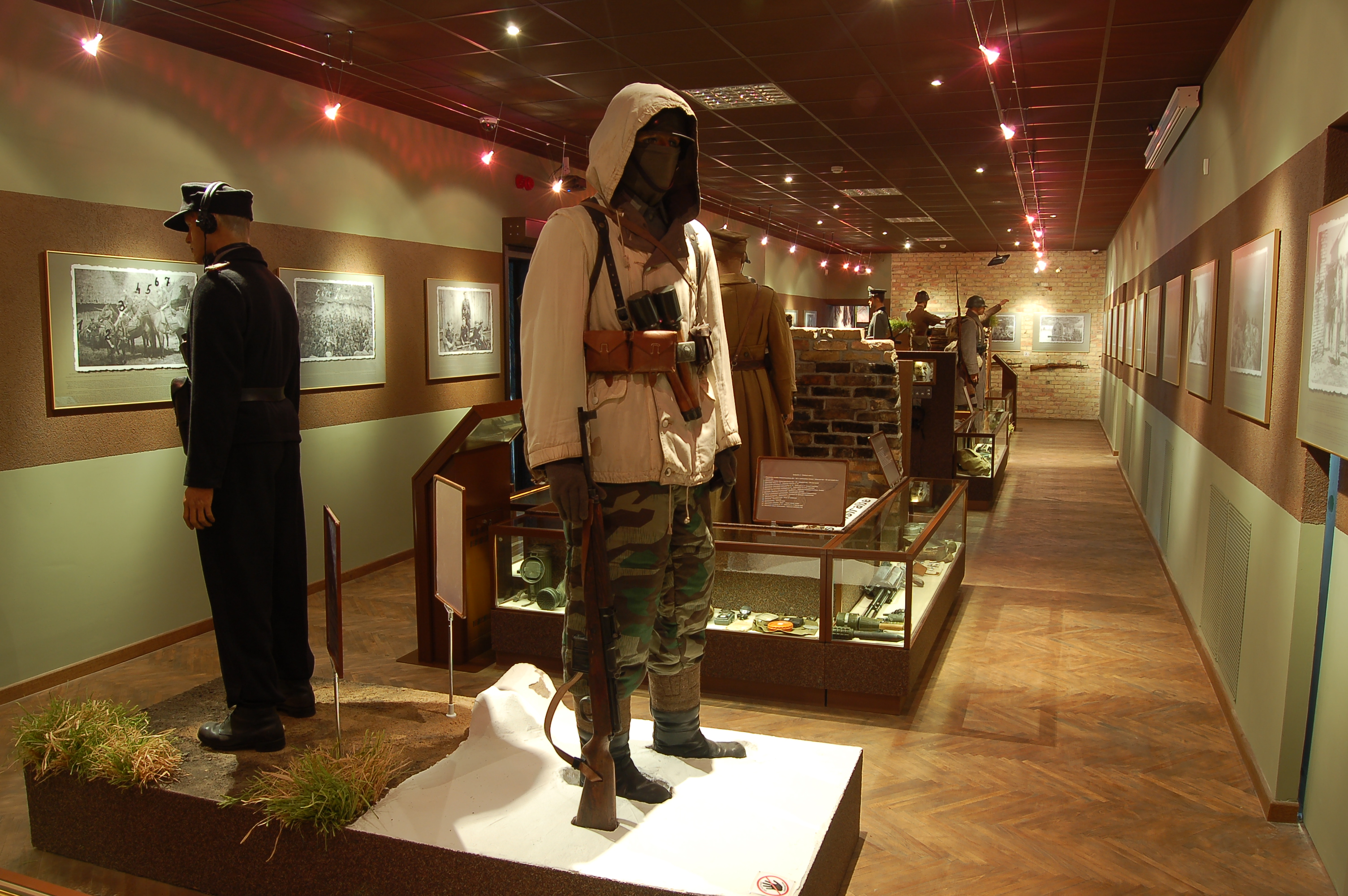
Ausstellungsraum „Gegen zwei Feinde“
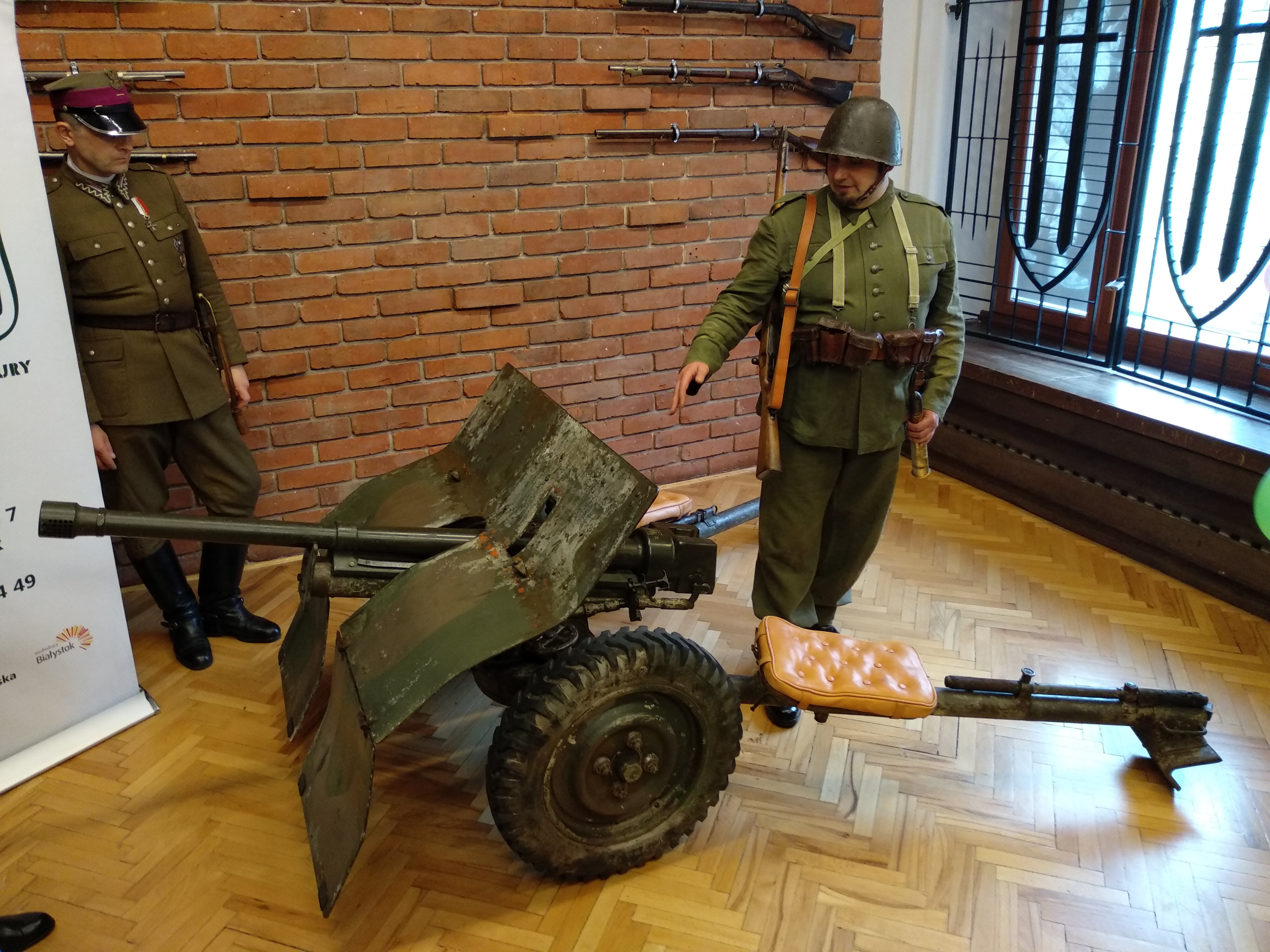
Polnische Bofors 37-mm-PaK
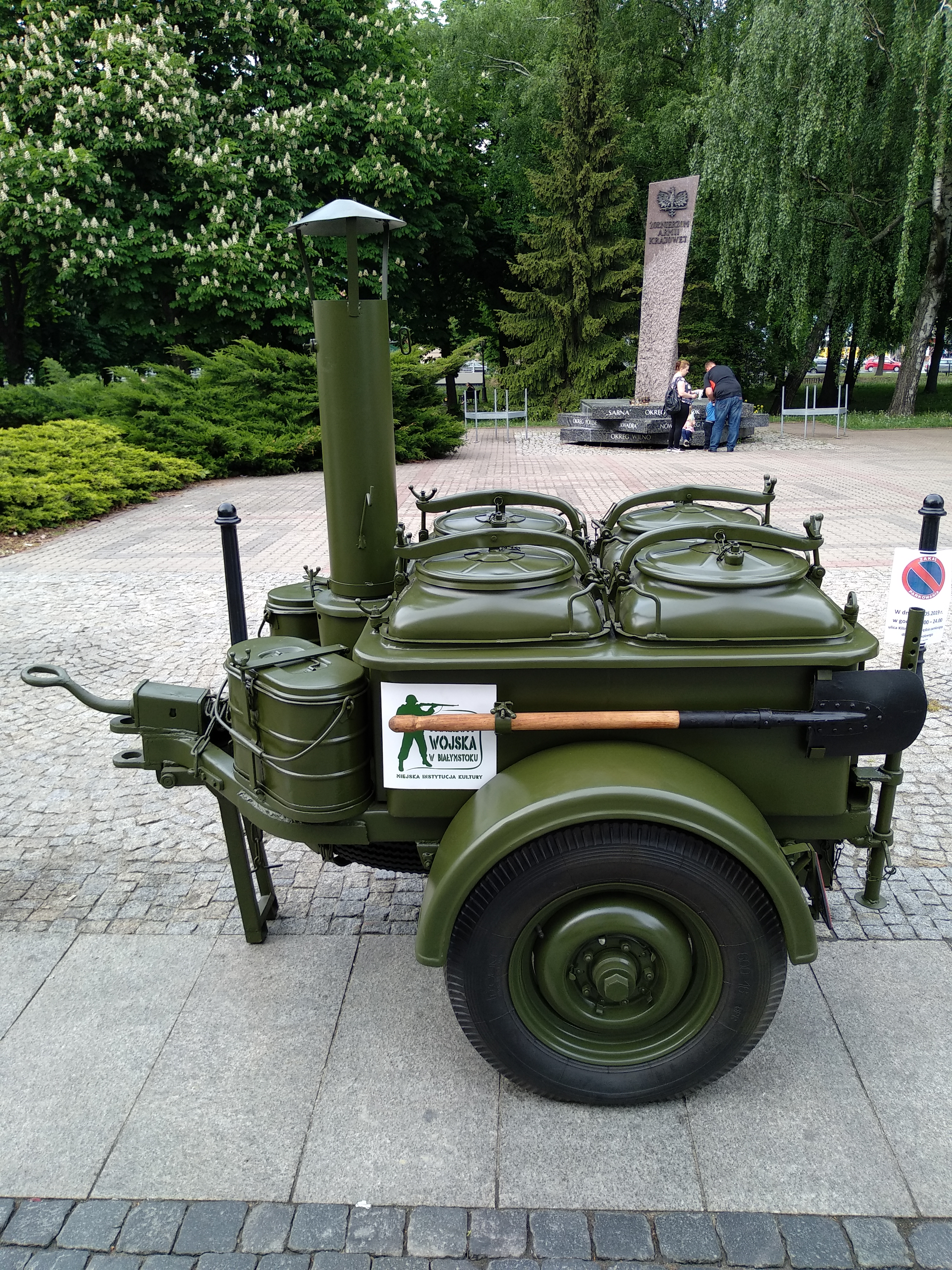
„Gulaschkanone“
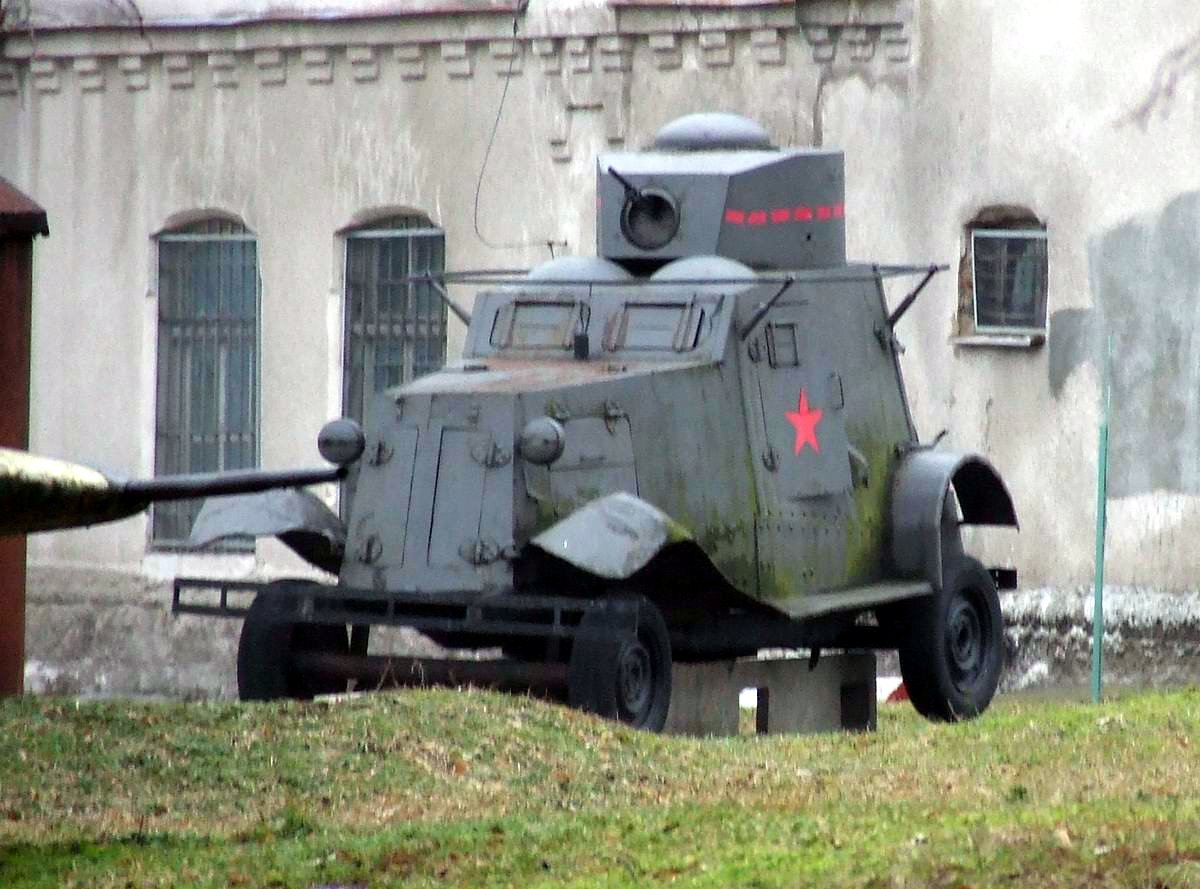
Sowjetischer Panzerwagen FAI (Ford‑A Ischorsky)

## Militärgeschichtliches Forschungszentrum des Museums
Seit 1980 ist das Museum auch Sitz der Forschungszentrums für Militärgeschichte.
Das Institut publiziert die „Wissenschaftliche Zeitschrift des Armeemuseums“ (Zeszyt Naukowy Muzeum Wojska), sowie einzelne Studien zu entsprechenden Themen. Forschungsergebnisse werden auch auf wissenschaftlichen Konferenzen präsentiert. Der Forschungsschwerpunkt des Institut liegt in der Militärgeschichte der Woiwodschaft, der Nation und des europäischen Kontinents. Hierbei besteht eine regelmäßige Zusammenarbeit der Mitarbeiter mit der Universität von Bialystok.

## Park Militarny Muzeum Wojska w Białymstoku

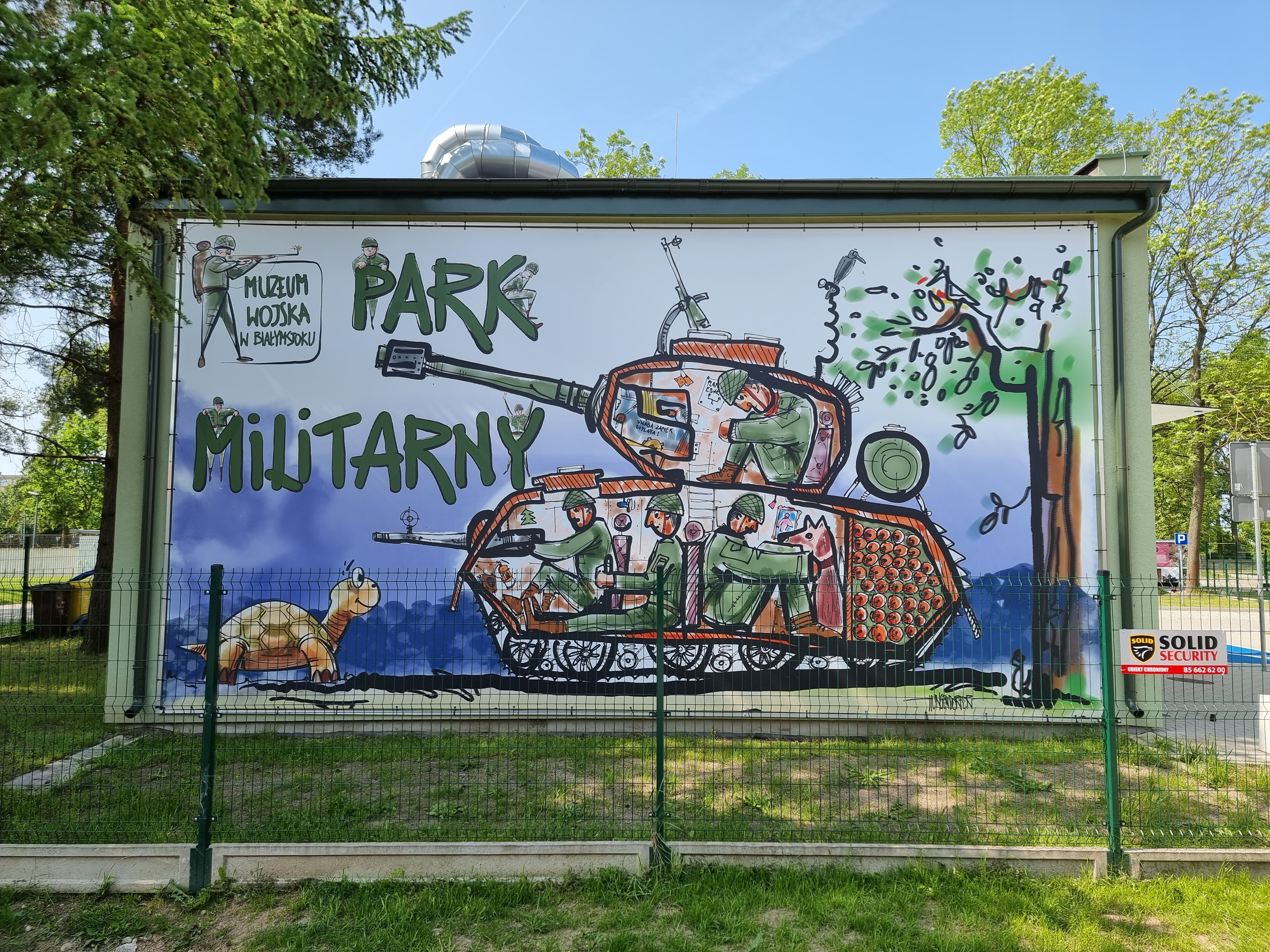
Park Militarny

In den 2020er Jahren wurde das Armeemuseum Bialystok wegen des begrenzten Platz in den ursprünglichen Räumen durch den Park Militarny Muzeum Wojska w Białymstoku mit einer Nebenstelle ergänzt in der nunmehr größere Ausstellungsobjekte in einer Leichtbau-Halle und im Gelände ausgestellt werden können. Nordöstlich des Zentrums in knapp zwei Kilometer wurde im Bereich des ehemaligen Güterbahnhof-Areals eine Zahl neuer Museen und sozialer, urbaner Einrichtungen geschaffen. Hier liegt auch das sich mit der Deportation polnischer Bürger in sowjetische Lager befassende Museum der Erinnerung Sibirien (Muzeum Pamięci Sybiru). Mit dem Pkw ist diese Zweigstelle des Museums in etwa 7 Minuten zu erreichen.
Die dortige Sammlung zeigt heute die militärischen Großobjekte. Und ist regelmäßiger Veranstaltungsort von Erinnerungsveranstaltungen mit wechselnder Objektpräsentation im Außenbereich und Reenactment-Darstellungen, welche in der modernen Museeums-Konzeption üblich geworden sind.
Übersicht der Ausstellungsobjekte:
- T-34/85
- ASU-85
- ZIS - Katjusha (Salvenraketengeschütz)
- KNS-1PM2 Leuchtfeuer-Lkw
- GAZ-69A
- GAZ-67B
- Beiwagenmotorrad M-72
- 120-mm-Granatwerfer M1943
- 37-mm-Bofors Pak Modell 1936
- 37-mm-Flak M1939 (61K)
- 57-mm-Panzerabwehrkanone ZIS-2
- 76-mm-Regimentskanone M1927
- 76-mm-Regimentkanone M1943
- 76,2-mm-Divisionskanone M1902/30
- 85-mm-Flugabwehrkanone M1939 (52-K)
- 85-mm Panzerabwehrkanone D-44
- 122-mm-Haubitze M1938 (M-30)
- AK-230
- 12,7-mm-DSchK schweres Maschinengewehr
- 12,7-mm-DSchK in Zwillingslafette 2M-1 PM
- Feldküche
- Bespannter sMG-Wagen mit sMG wz.30
- Hölzerner Munitionskarren
- Sturmboot
- Patrouillen-Motorboot
- Generatoranhänger

Außenbereich
- Polnische Panzerkuppel wz. 1938 WI

Sonderobjekte
- Zerstörte 152-mm-Haubitze Msta-S aus der Ukraine